# Tipula phallacaena
Tipula phallacaena är en tvåvingeart som beskrevs av Alexander 1964. Tipula phallacaena ingår i släktet Tipula och familjen storharkrankar. Inga underarter finns listade i Catalogue of Life.